# Río Markoyaga
El río Markoyaga (en ruso: Маркояга) es un río del Gran Cáucaso en el distrito de Zelenchuk de la república de Karacháyevo-Cherkesia del sur de Rusia. Es un afluente del río Aksaút, uno de los componentes del Mali Zelenchuk, que desemboca en el río Kubán.

## Curso
Nace en las estribaciones septentrionales de la cordillera principal del Cáucaso. Su curso discurre ladera abajo por 4.5 km hasta su desembocadura en la orilla izquierda del río Aksaút.